# Shlomo Mintz
Shlomo Mintz (hebreiska שלמה מינץ), född 30 oktober 1957 i Moskva, är en israelisk konsertviolinist och dirigent. Som elvaåring debuterade han som solist med Israels filharmoniska orkester. Som sextonåring debuterade han på Carnegie Hall i New York och har turnerat internationellt sedan dess. Han gör sina inspelningar på Deutsche Grammophon. Han började dirigera som artonåring och har bland annat dirigerat Royal Philharmonic Orchestra i London.